# Heterophyes heterophyes
Heterophyes heterophyes é uma espécie de trematódeo da família Heterophyidae. É um parasita intestinal de humanos causando a heterofíase.